# György Cziffra
György Cziffra [ ɟørɟ ˈʦifrɒ ] o Georges Cziffra (Budapest, 5 de noviembre de 1921 - Longpont-sur-Orge, Francia, 15 de enero de 1994), fue un pianista virtuoso húngaro. Tenía gran talento para la improvisación, en las obras de bravura o de carácter folklórico adornaba a placer, lo que molestaba a los puristas. Sin embargo, en el repertorio más clásico era de una enorme sobriedad.  También fue bien conocida su faceta de pianista de jazz.  Algunas de sus improvisaciones se han podido preservar gracias a las grabaciones.  Muchas de estas grabaciones han sido transcritas con posterioridad a notación musical, algunas, como la de Guillermo Tell, la comenzó a transcribir él mismo; sin embargo, no continuó debido a la dificultad que este trabajo generaba. Su hijo (Gyorgy Cziffra jr.) a sus 25 años decidió transcribirla y esa es la transcripción que hoy se tiene de Guillermo Tell y La Danza de (Ambas de Rossini). Daba lo mejor de sí ante el público, que lo idolatraba, especialmente en Francia.

## Biografía
György Cziffra nació en una familia de gitanos húngaros. Su padre tocaba en cabarés y restaurantes en el París de 1910. Cziffra nació en Budapest, y a los cinco años improvisaba melodías populares en bares y circos. A los nueve años fue aceptado en la Academia Franz Liszt de Budapest, donde estudió, entre otros, con Ernst von Dohnányi. Realizó sus primeras giras de conciertos a los 16 años. 
Después de la Segunda Guerra Mundial se ganó la vida como pianista de jazz en bares y clubes nocturnos. Intentó escapar de una Hungría dominada por la Unión Soviética, lo que lo llevó a pasar tres años en campos de trabajo (1950-1953). En estos campos se rompió sus muñecas, y desde entonces usó muñequeras negras que se pueden ver en varias fotos y vídeos. En 1955 ganó el premio Franz Liszt, lo cual ayudó a impulsar su carrera. En 1956 escapó con su mujer y su hijo a Viena, donde dio un recital que le abriría las puertas de París y Londres. Su fama se vio auspiciada por numerosas actuaciones, también en Estados Unidos. 
En 1975 creó la Fundación Cziffra, para el apoyo a jóvenes artistas. Los franceses le agradecieron su compromiso con la creación de un certamen para piano con su nombre. Tras la muerte en incendio de su hijo en 1981, Cziffra apareció aún más escasamente en público.
Cziffra murió en Senlis (Francia) a los 72 años, de un infarto de miocardio resultante de una serie de complicaciones debido a un cáncer de pulmón.
Los compositores que tocaba preferentemente eran, principalmente con motivo de su excelente técnica, Robert Schumann, Frédéric Chopin, y Franz Liszt. Un buen ejemplo de su habilidad es su interpretación de los  Estudios sinfónicos de Schumann
Sus arreglos para piano también pertenecen a las obras más difíciles de la literatura para piano.